# David Ellensohn

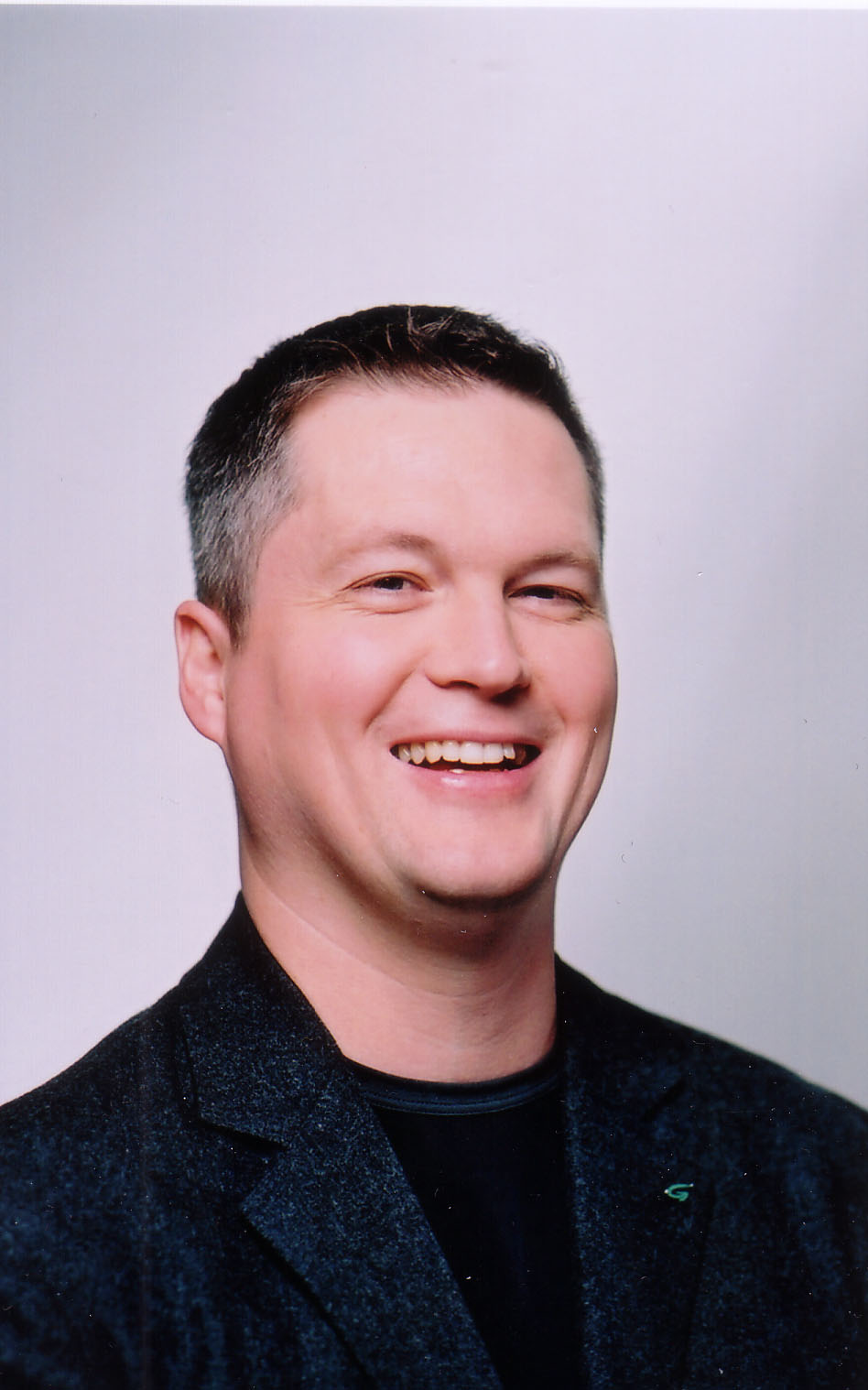
David Ellensohn

David Ellensohn (* 24. Juli 1963 in London) ist ein österreichischer Politiker (Grüne). Er war von 2001 bis 2004 Abgeordneter zum Wiener Landtag und Gemeinderat und von 2004 bis 2010 nicht amtsführender Stadtrat sowie Mitglied der Wiener Landesregierung. 2010 übernahm er die Funktion des Klubobmanns der Grünen im Wiener Landtag und Gemeinderat.
David Ellensohn kandidierte für die Wahl zum Spitzenkandidaten der Wiener Grünen für die Landtags- und Gemeinderatswahl in Wien 2020 und unterlag dabei Birgit Hebein.

## Berufliche und schulische Laufbahn
David Ellensohn absolvierte ab 1969 seine Schulbildung in Vorarlberg, die er nach dem Besuch der Volksschule und des Gymnasiums 1982 mit der Matura an einer Handelsakademie abschloss. Nach seiner Schulausbildung arbeitete Ellensohn zwischen 1982 und 1983 als Angestellter in der Finanzbuchhaltung eines Textilbetriebes. Danach nahm er ein Studium der Betriebswirtschaftslehre und Politikwissenschaften auf, das er 1990 ohne Abschluss abbrach. Von 1991 bis 2001 war Ellensohn als (Chef-)Redakteur der Sportzeitung tätig.

## Politische Laufbahn
David Ellensohn wurde nach eigenen Aussagen durch die Diskussion über das Kernkraftwerk Zwentendorf und den Kraftwerksbau bei Hainburg politisiert. Zwischen 1996 und 2001 war er Bezirksrat beziehungsweise Klubobmann im 15. Wiener Gemeindebezirk Rudolfsheim-Fünfhaus, zwischen 1997 und 2001 zudem Mitglied des Landesvorstandes der Wiener Grünen. Während der Jahre 2000 und 2001 war Ellensohn auch Stellvertreter der Landessprecherin Monika Vana. 2001 wurde Ellensohn in den Wiener Landtag und Gemeinderat gewählt, wo er in den Arbeitsbereichen Wohnbau, Sport und Freizeit, Medien und Konsumentenschutz tätig war. 2004 löste er Maria Vassilakou als nicht amtsführende Stadträtin ab, die wieder in den Landtag und Gemeinderat wechselte und den Klubvorsitz übernahm. Ellensohn kandidierte bei der Landtags- und Gemeinderatswahl 2010 auf dem zweiten Platz der grünen Landesliste und auf dem ersten Platz im Wahlkreis Penzing. Nach Verlusten bei der Landtagswahl verloren die Grünen einen ihrer zwei Sitze in der Landesregierung, jedoch führten Koalitionsverhandlungen mit der SPÖ im November 2010 zur ersten rot-grünen Koalition auf Landesebene. Maria Vassilakou wechselte daraufhin als Vizebürgermeisterin und amtsführende Stadträtin in die Landesregierung, Ellensohn übernahm im Gegenzug die Rolle des Klubobmanns von Vassilakou.
Anfang Juni 2025 wählten die Wiener Grünen vor Beginn der 22. Wahlperiode Georg Prack als Nachfolger von Ellensohn zum Klubobmann.

## Kritik
Im Jahr 2001 wurde Ellensohn kritisiert, nachdem er in einem Mail an die Junge ÖVP Penzing wörtlich schrieb: „Ihr Wixer, eure Fickfantasien könnt ihr euch in den Arsch schieben.“
Im Mai 2019 wurden Ellensohn sowie der Grüne Klub im Wiener Rathaus wegen übler Nachrede zu insgesamt 5000 Euro Strafe sowie zur Veröffentlichung des Urteils verurteilt. Er hatte dem Pressereferenten im Ressort von Norbert Hofer (FPÖ) unterstellt, die Durchwahl 8818 bewusst als Nazi-Code zu verwenden. Da es diese Durchwahl bereits ab 2014 und auch unter anderen Ministern beziehungsweise Pressereferenten gab, müsse der Mitarbeiter sich die Unterstellung, dass er Nazi-Gedankengut nahestehe, nicht gefallen lassen.

## Privates
David Ellensohn ist verheiratet und hat drei Kinder.